# Євсев'єв Іван Іванович
Євсе́в'єв Іва́н Іва́нович (18 жовтня 1910 , Ойокd, Іркутський повітd, Іркутська губернія, Російська імперія  — 30 грудня 1991 , Київ ) — радянський військовий льотчик, Герой Радянського Союзу (1937). Під час Громадянської війни в Іспанії — льотчик-винищувач, командир авіаційного загону республіканських Військово-повітряних сил Північного фронту. Депутат Верховної ради УРСР 1-го скликання.

## Біографія
Народився 18 жовтня 1910 року в селі Ойок (нині Іркутського району Іркутської області) в родині сільського писаря. Батько прослужив 12 років у російській імператорській армії та повернувся із служби калікою. Росіянин. Навчався в Красноярській школі ФЗУ річковиків.
У лавах Червоної Армії з 1929 року. У 1930 році закінчив Вольську військово-теоретичну школу льотчиків і в 1932 році — Оренбурзьку військову школу льотчиків і льотчиків-спостерігачів. Член ВКП(б) з 1931 року.

І. І. Євсев'єв у званні комбрига. 1938 р.

У 1937 році брав участь у національно-революційній війні іспанського народу 1936—1939 років. Командир ланки, а пізніше — авіаційного загону старший лейтенант Іван Євсев'єв в небі Іспанії особисто збив 4 і в групі 12 фашистських літаків.
За мужність і героїзм, проявлені при виконанні інтернаціонального обов'язку, Євсев'єв Іван Іванович 28 жовтня 1937 року удостоєний звання Героя Радянського Союзу з врученням ордена Леніна, а після заснування знаку особливої відмінності йому була вручена медаль «Золота Зірка» № 59.
Повернувшись з Іспанії в листопаді 1937 року призначений командиром 71-ї винищувальної авіаційної ескадрильї ВПС Київського військового округу (Васильків, Київська область), із старшого лейтенанта переведений відразу в полковники, минаючи кілька військових звань. З квітня 1938 командував 51-ю винищувальною авіаційною бригадою (Київ), з січня 1939 року — 69-ю винищувальною бригадою, з квітня 1939 року — 51-ю штурмовою авіаційною бригадою.
26 червня 1938 року був висунутий кандидатом та обраний депутатом Верховної Ради УРСР 1-го скликання від Васильківської виборчої округи. Член Мандатної комісії Верховної Ради УРСР.
У 1939 році закінчив курси удосконалення начальницького складу при Академії Генерального штабу РСЧА. З серпня 1939 року — командир 22-ї винищувальної авіаційної бригади ВПС Київського Особливого військового округу (Васильків).
Постановою Ради Народних Комісарів СРСР від 4 червня 1940 року Іванові Євсев'єву було присвоєно військове звання генерал-майор авіації. З серпня 1940 року — командир 38-ї авіаційної дивізії Забайкальського військового округу.
В боях німецько-радянської війни Іван Євсев'єв з вересня 1941 року на чолі дивізії на Резервному фронті. З жовтня 1941 року — командир 102-ї винищувальної авіаційної дивізії ППО (Сталінградський район ППО). З березня 1942 року — командир 141-ї винищувальної авіаційної дивізії ППО (Куйбишев). З червня 1942 року командував 101-ю винищувальною авіаційною дивізією Воронезько-Борисоглібського дивізійного району ППО, що прикривала Воронезький промисловий район і тили Південно-Західного і Воронезького фронтів, а потім узяла участь у Сталінградській битві.
З вересня 1942 року — командир 8-го винищувального авіаційного корпусу Бакинської армії ППО, учасник битви за Кавказ. З березня 1945 року — командувач ВПС Закавказького фронту ППО.
Після війни служив у військах ППО СРСР. З травня 1945 по березень 1947 року знову командував 8-м винищувальних авіаційним корпусом ППО. У 1949 році закінчив Вищу військову академію імені Ворошилова. З травня 1949 року — командир 16-го винищувального авіаційній корпусу ППО країни, при цьому в січні-лютому 1952 року знаходився в спеціальному відрядженні в Китаї. З липня 1954 року — заступник з авіації ППО головного військового радника і старший військовий радник командувача ВПС Війська Польського. З травня 1957 року — заступник командувача військами Одеського військового округу по військах ППО країни. З березня 1959 року — заступник командувача військами Бакинського округу ППО по тилу — начальник тилу округу.

Могила Івана Євсев'єва

З жовтня 1964 року генерал-лейтенант авіації Євсев'єв — в запасі. Жив у Києві. Помер 30 грудня 1991 року. Похований у Києві на Міському кладовищі «Берківці».

## Нагороди
Нагороджений двома орденами Леніна, орденом Червоного Прапора, трьома орденами Вітчизняної війни 1-го ступеня, двома орденами Червоної Зірки, орденом «Знак Пошани», медалями.